# Giacomo Moschini
Giacomo Moschini (Padova, 16 aprile 1896 – Roma, 13 novembre 1943) è stato un attore italiano.

## Biografia
Si faceva chiamare anche con lo pseudonimo di Aldo Moschino. Fra i suoi tanti ruoli viene ricordato per la partecipazione a I promessi sposi del 1941, dove interpretava il dottor Azzecca-garbugli.

## Filmografia
- Rotaie, regia di Mario Camerini (1930)[2]
- Resurrectio, regia di Alessandro Blasetti (1931)
- Rubacuori, regia di Guido Brignone (1931)
- Gli uomini, che mascalzoni..., regia di Mario Camerini (1932)
- L'armata azzurra (1932)
- Non sono gelosa, regia di Carlo Ludovico Bragaglia (1932)
- Paradiso, regia di Guido Brignone (1932)
- T'amerò sempre, regia di Mario Camerini (1933)
- 13 uomini e un cannone (1936)
- Assenza ingiustificata (1939)
- Fascino, regia di Giacinto Solito (1939)
- Un mare di guai (1939)
- Il documento (1939)
- La granduchessa si diverte, regia di Giacomo Gentilomo (1940)
- La danza dei milioni, regia di Camillo Mastrocinque (1940)
- Cantate con me!, regia di Guido Brignone (1940)
- Il bravo di Venezia, regia di Carlo Campogalliani (1941)[3]
- L'uomo del romanzo, regia di Mario Bonnard (1940)
- Luna di miele, regia di Giacomo Gentilomo (1941)
- I mariti (Tempesta d'anime) (1941)
- I promessi sposi (1941)
- La signorina (1942)
- Malombra, regia di Mario Soldati (1942)
- Le vie del cuore (1942)
- La maschera e il volto (1942)
- La contessa Castiglione, regia di Flavio Calzavara (1942)
- Rossini, regia di Mario Bonnard (1942)
- L'amico delle donne (1942)
- Canal Grande, regia di Andrea Di Robilant (1943)
- Non sono superstizioso... ma!, regia di Carlo Ludovico Bragaglia (1943)
- L'avventura di Annabella, regia di Leo Menardi (1943)
- Cortocircuito, regia di Giacomo Gentilomo (1943)
- Il viaggio del signor Perrichon, regia di Paolo Moffa (1943)
- Canal Grande, regia di Andrea Di Robilant (1943)
- Romanzo a passo di danza, regia di Giancarlo Cappelli e Salvio Valenti (1946)